# Project cargo
Il termine project cargo si riferisce al trasporto, a livello nazionale o internazionale, di componenti di grandi dimensioni, pesanti, di alto valore o critici per la realizzazione di un determinato progetto. Questo tipo di spedizione è spesso indicato anche con il termine heavy lift (sollevamento pesante).

## Descrizione
Questo tipo di trasporto può includere spedizioni composte da più componenti che richiedono lo smontaggio prima della spedizione e il successivo riassemblaggio una volta giunte a destinazione.
Il termine project cargo è utilizzato anche nel settore assicurativo internazionale per indicare la copertura assicurativa marittima DSU (Delay in Start Up), una forma specializzata di assicurazione per il trasporto marittimo delle merci.

## Modalità di trasporto
Il trasporto di project cargo può coinvolgere una combinazione di diversi mezzi e modalità logistiche, tra cui:
- Trasporto marittimo: tramite navi da carico specializzate, come le navi heavy-lift o le navi semi-submersible, in grado di imbarcare carichi fuori sagoma o eccezionali.
- Trasporto terrestre: su strada con convogli eccezionali e mezzi dotati di rimorchi modulari (SPMT – Self Propelled Modular Transporters) o via ferrovia, spesso con autorizzazioni speciali.
- Trasporto aereo: raramente utilizzato, ma necessario in casi urgenti o per componenti critici, ad esempio tramite aerei cargo come l'Antonov An-124.
- Trasporto fluviale: in alcune regioni, i carichi possono essere trasportati lungo corsi d'acqua interni, specialmente in aree industriali o difficilmente raggiungibili via terra.

## Esempi
Tra i principali esempi di project cargo si possono citare:
- Il trasporto di pale eoliche e torri per impianti eolici, che richiedono mezzi speciali per lunghezze e diametri fuori standard.
- Il trasferimento di componenti per impianti industriali, come generatori, trasformatori o reattori chimici.
- Le operazioni logistiche legate alla costruzione di grandi infrastrutture, come raffinerie, centrali elettriche, impianti petrolchimici e piattaforme offshore.
- Il montaggio e trasporto di attrezzature per eventi internazionali su larga scala (come le Olimpiadi o esposizioni universali).

## Riferimenti
1. ↑  Marine Insurance DSU - Understanding Delay in Start Up Cover. Lloyd's Register.